# Campeonato Mundial de Ginástica Artística de 2009 - Argolas masculino
A competição das argolas masculino do Campeonato Mundial de Ginástica Artística de 2009 teve sua final disputada no dia 17 de outubro. A qualificatória que definiu os ginastas finalistas foi disputada em 13 de outubro

## Medalhistas
| Ouro   | CHN Yang Mingyong      |
| Prata  | BUL Jordan Jovtchev    |
| Bronze | UKR Oleksandr Vorobiov |

## Resultados

### Qualificatória

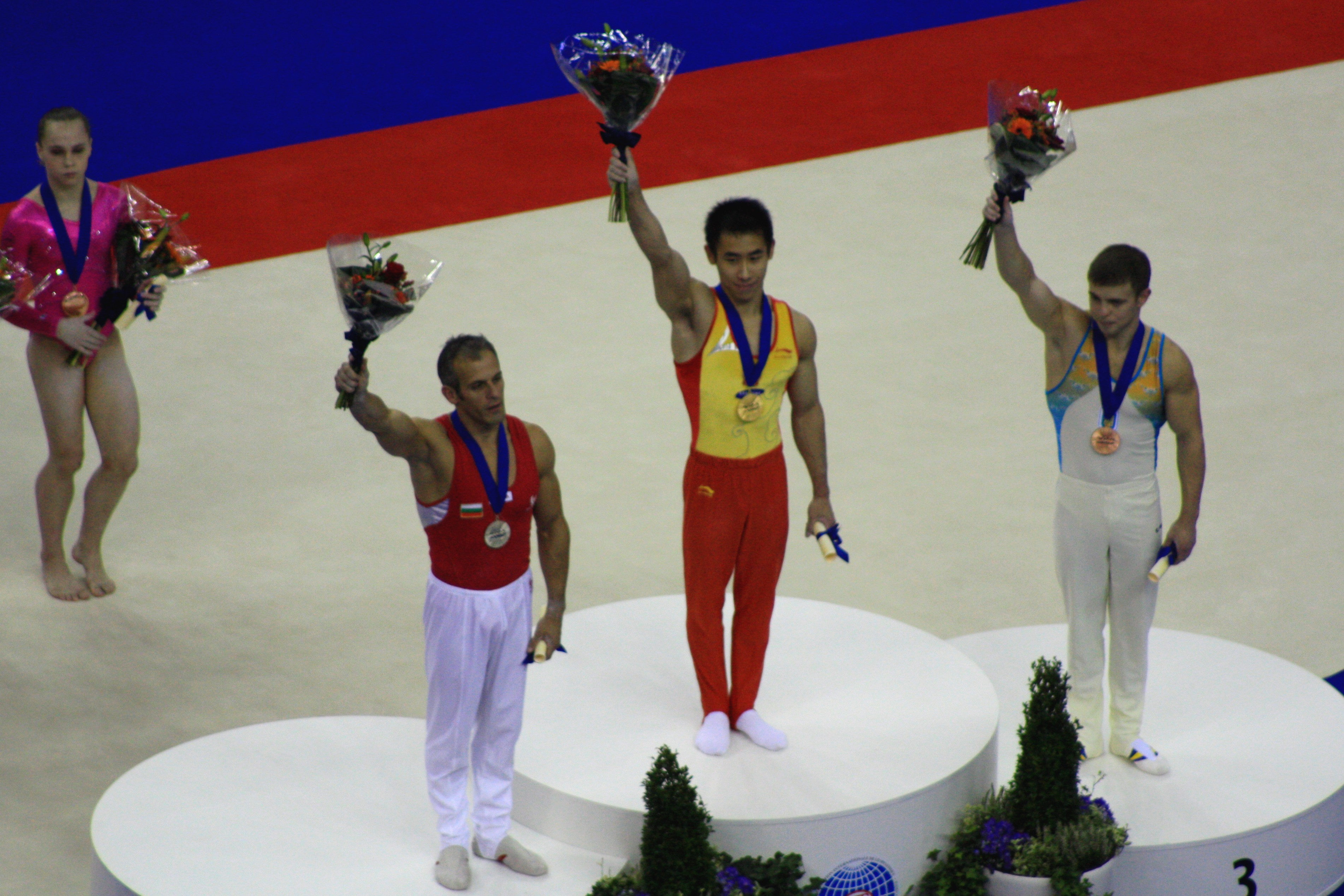
Pódio das argolas: Jordan Jovtchev (esquerda), Yang Mingyong (centro) e Oleksandr Vorobiov.

Esses são os resultados da qualificatória.
| Pos. | Ginasta                      | Total  | Nota |
| ---- | ---------------------------- | ------ | ---- |
| 1    | CHN Yang Mingyong            | 15,900 | Q    |
| 2    | FRA Danny Pinheiro-Rodrigues | 15,625 | Q    |
| 3    | BUL Jordan Jovtchev          | 15,600 | Q    |
| 4    | UKR Oleksandr Vorobiov       | 15,550 | Q    |
| 5    | ITA Matteo Morandi           | 15,450 | Q    |
| 6    | ROU George Robert Stanescu   | 15,450 | Q    |
| 7    | FRA Samir Ait Said           | 15,350 | Q    |
| 8    | BRA Arthur Zanetti           | 15,250 | Q    |
| 9    | VEN Regulo Carmona           | 15,250 | R    |
| 10   | KAZ Timur Kurbanbayev        | 15,150 | R    |
| 11   | CHN Chen Yibing              | 15,125 | R    |

- Q - qualificado para a final
- R - reserva

### Final
Esses são os resultados da final.
| Pos. | Ginasta                      | Nota D | Nota E | Pen. | Total  |
| ---- | ---------------------------- | ------ | ------ | ---- | ------ |
|      | CHN Yang Mingyong            | 6,800  | 8,875  |      | 15,675 |
|      | BUL Jordan Jovtchev          | 6,700  | 8,875  |      | 15,575 |
|      | UKR Oleksandr Vorobiov       | 6,800  | 8,750  |      | 15,550 |
| 4    | BRA Arthur Zanetti           | 6,500  | 8,825  |      | 15,325 |
| 4    | ROU George Robert Stanescu   | 6,800  | 8,525  |      | 15,325 |
| 6    | ITA Matteo Morandi           | 6,700  | 8,600  |      | 15,300 |
| 7    | FRA Samir Ait Said           | 6,700  | 8,550  |      | 15,250 |
| 8    | FRA Danny Pinheiro-Rodrigues | 7,100  | 7,650  |      | 14,750 |